# Reprazent

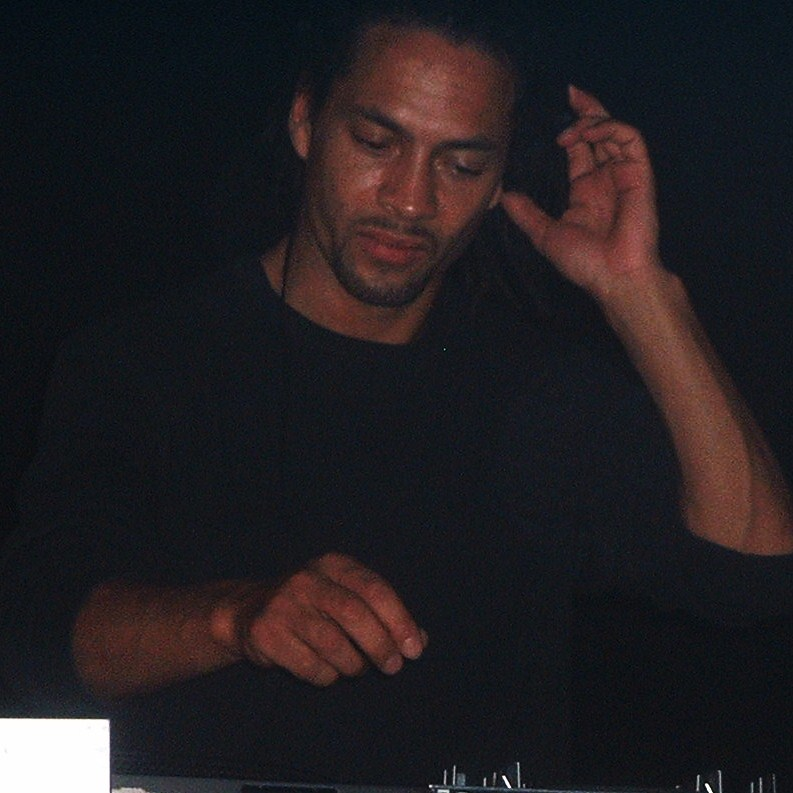
Roni Size, membro da Reprazent

Reprazent é um conjunto de drum and bass britânico. Seu primeiro álbum, New Forms, venceu o Mercury Music Prize em 1997.

## Membros
- Roni Size
- DJ Die
- DJ Suv
- Krust
- Onallee
- Dynamite MC
- Si John
- Rob Merrill